# رأس الناقورة (بلدة)
رأس الناقورة هي كيبوتس في شمال إسرائيل يقع على ساحل البحر الأبيض المتوسط بالقرب من محمية راس الناقورة وعلى الحدود مع لبنان، بلغ عدد سكان الكيبوتس 1422 في عام 2022. تم بناء المستوطنة في عام 1949 على أراضي قرية البصة الفلسطينية التي تم هجرت خلال النكبة.